# Édouard Persin
Pour les articles homonymes, voir Persin.
Édouard Persin, né le 29 mars 1902 à Bèze (Côte-d'Or) et mort le 14 décembre 1982, est un coureur cycliste français. Professionnel en 1928, il participe la même année au Tour de France, qu'il termine lanterne rouge.

## Palmarès

### Par année
- 1924
  - Dijon-Auxonne-Dijon

### Résultats sur les grands tours

#### Tour de France
2 participations
- 1928 : 41e